# كريستوفر هايت
كريستوفر هايت (بالإنجليزية: Christopher Hyatt)‏ هو معالج نفسي وكاتب وعالم نفس أمريكي، ولد في 12 يوليو 1943 في شيكاغو في الولايات المتحدة، وتوفي في 9 فبراير 2008 في سكوتسديل في الولايات المتحدة بسبب سرطان.

## وصلات خارجية
- كريستوفر هايت على موقع ديسكوغز (الإنجليزية)